# Franse grondwet van 1793

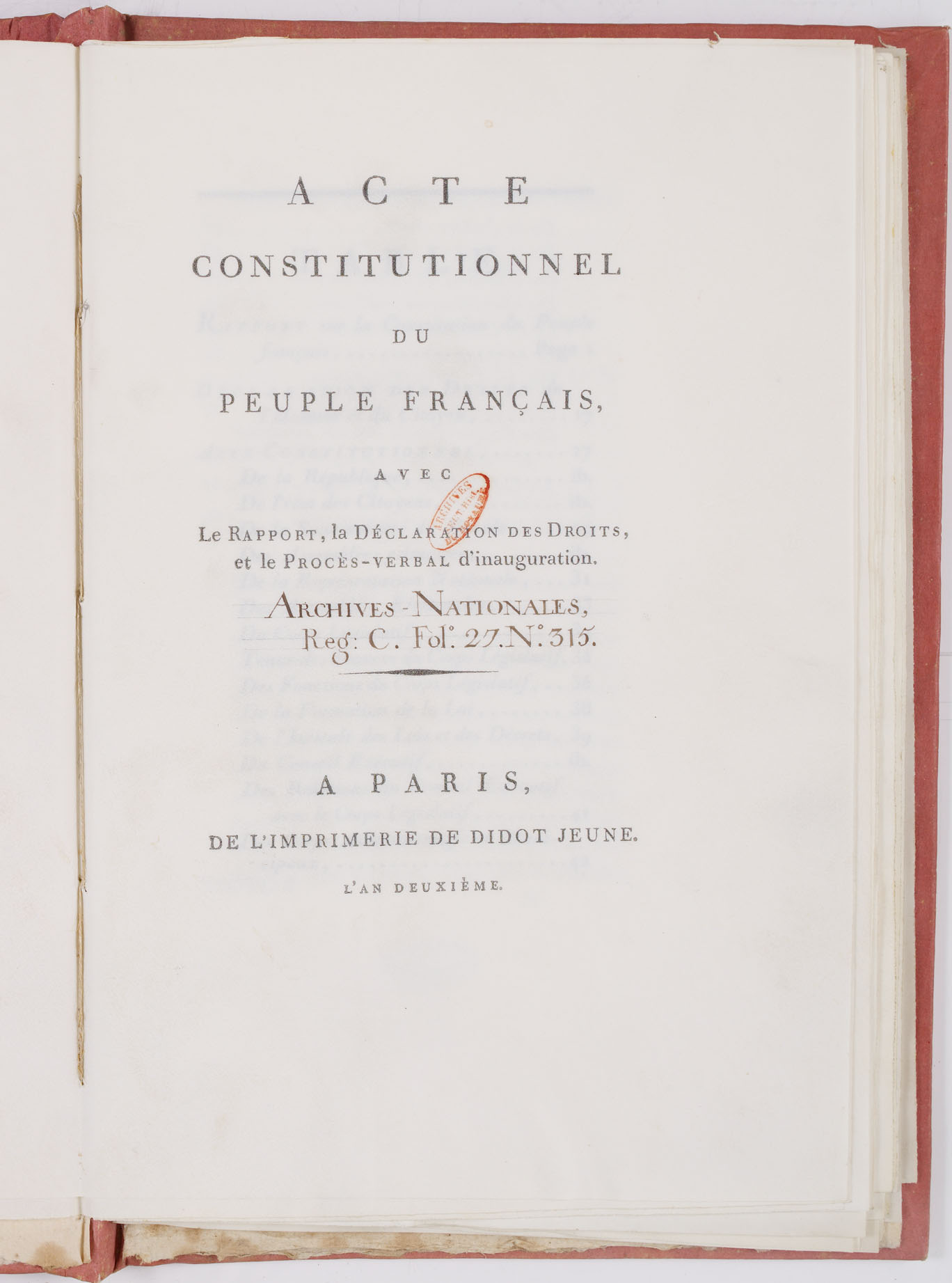
Franse grondwet van 1793

De Franse grondwet van 1793 is een grondwet uit de tijd van de Eerste Franse Republiek in opvolging van de Franse grondwet van 1791. Hij werd uitgewerkt tijdens de Franse Revolutie en bestond uit een Verklaring van de rechten van de mens en de burger (ter vervanging van die van 1789) en een constitutionele akte over de organisatie van de overheidsmachten. Ondanks het aannemen van de tekst door de Nationale Conventie op 24 juni 1793 (6 messidor jaar I) en de afkondiging op 4 augustus 1793, is de grondwet nooit toegepast omdat de werkelijke macht bij de Commune van Parijs lag en de Conventie op 10 oktober 1793 decreteerde dat er tot de vrede een revolutionaire regering zou zijn. Toch had de grondwet enige rechtsgevolgen, in het bijzonder op het gebied van de nationaliteit.

## Totstandkoming
Het eerste ontwerp was Brissot-gezind en van de hand van Nicolas de Condorcet. Het deed een beroep op de rede, maar werd fel bekritiseerd door Robespierre, Danton, Marat, Couthon, Tallien en Saint-Just. De wil van het volk ("volonté génerale") moest beter geregeld worden en gebaseerd zijn op de ideeën van Jean-Jacques Rousseau, in dat opzicht de meest betrouwbare leidsman. Voor Robespierre moest het volk naar believen de regering kunnen veranderen en haar vertegenwoordigers terugsturen. Ook over het weglaten van de godsdienst (het "Opperwezen") was men het niet eens. Het ontwerp was te intellectueel, te filosofisch, en te academisch. Op 24 april lanceerde Saint-Just een eigen versie met een simpelere methode en een meer gecentraliseerde vorm tot verkiezing van de afgevaardigden, maar dat praktisch niet uitvoerbaar bleek. Er werd een commissie gevormd die na enkele dagen een nieuwe versie voorlegde. De amendementen kwamen vervolgens van de Brissot-gezinden. De afgevaardigden gingen met elkaar op de vuist. Op 26 mei riep Robespierre het volk op tot verzet. Hij spoorde de sansculottes aan om de Conventie een lesje te leren. Aan het einde van de maand kwam het tot rellen; een gewapende menigte belegerde de Conventie. De Commune van Parijs eiste opsluiting van de girondijnen en stemrecht uitsluitend voor sansculotten. Brissot probeerde de jakobijnen het zwijgen op te leggen door de club te laten sluiten en het ontbinden van de opstandige Parijse gemeenteraad. Op 2 juni 1793 vond de val van de girondijnen plaats; 31 leden van de Nationale Conventie kregen huisarrest. Marat las hun namen voor. 69 departementale besturen zouden protesteren tegen de willekeur van de jacobijnen en de dictatuur die hun vanuit de hoofdstad werd opgelegd.
Op 10 juni werd door een comité met enkel Montagnards, waaronder Couthon, Saint-Just en Marie-Jean Hérault de Seychelles een nieuw ontwerp ingediend. Het recht op debatteren en bekritiseren van de grondwetgevende vergadering werd op de laagste niveaus beperkt, omdat Robespierre zich verzette tegen excessieve democratisering. De laatste versie van de grondwet (de verklaring van de rechten van de mens en burger) is op 24 juni 1793 geïntroduceerd en goedgekeurd. (Op 8 juli dook Condorcet onder, die het ontwerp had bekritiseerd en nadat zijn arrestatie was geëist. Op 10 juli verloor Danton zijn zetel in het Comité de Salut Public, die dam wilde opwerpen tegen het radicalisme. Op 13 juli werd Marat, de voorzitter van de jacobijnenclub vermoord.) Te midden van alle tumult werd de grondwet voor het eerst via een referendum aan het volk voorgelegd. Daaraan deed ongeveer 30% van de bevolking mee, waarvan 90% voor de nieuwe grondwet koos. Op 10 augustus 1793, de eerste verjaardag van de Bestorming van de Tuilerieën werden de afgevaardigden uitgenodigd om in Parijs bijeen te komen. Blijkbaar zijn de stemmen toen geteld en is de toepassing van de nieuwe grondwet feestelijk afgekondigd.

## Opschorting
De als tamelijk progressief bekend staande grondwet is nooit in werking getreden, vanwege binnenlandse onlusten en 100.000 amendementen.
Al op 13 augustus volgde een uitstel tot na vredestijd. Deze opschorting door de revolutionaire regering werd op 10 oktober 1793 aanvaard door de Nationale Conventie.

## Inhoud

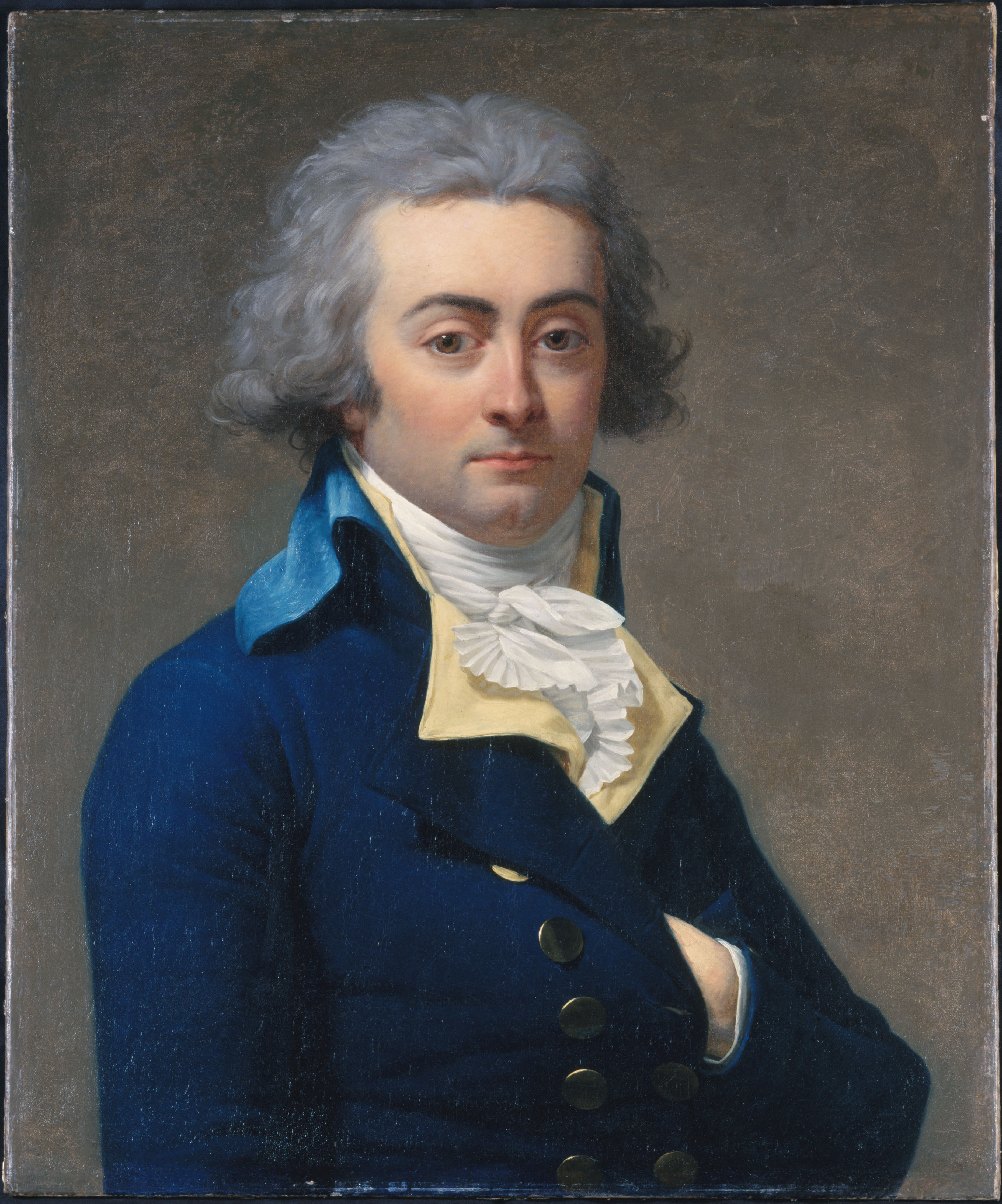
Hérault de Séchelles

De oorsprong van de grondwet ligt bij de Verklaring van de rechten van de mens en de burger van 26 augustus 1789 en de Franse grondwet van 1791, waarin macht van de koning nog werd beschermd (met een opschortend (?) of absoluut veto). 
De zittingstermijn van de volksvergadering werd vastgesteld op 1 jaar, waarbij alle mannelijke burgers boven de 21 jaar mochten deelnemen aan de verkiezingen. Vrouwen werden nadrukkelijk uitgesloten van het burgerschap. Er bestond geen verschil meer tussen burgers met een actief en passief kiesrecht. Getrapte verkiezingen zouden worden afgeschaft.
- Artikel 1. Het doel van de maatschappij is het geluk van allen.
- Artikel 2. Haar rechten zijn gelijkheid, vrijheid, zekerheid, en eigendom.
- Artikel 16. Het recht van eigendom is het recht van iedere burger om naar eigen goeddunken te genieten van en te beschikken over zijn bezittingen en zijn inkomsten, de opbrengst van zijn arbeid en zijn nijverheid.

Het bezit werd ondergeschikt gesteld aan het maatschappelijk nut. Robespierre las de verklaring voor in de Nationale Conventie. Hij stelde daarom voor eigendom anders te definiëren, als het recht van iedere burger te genieten van en te beschikken over die bezittingen die hem door de wet gewaarborgd worden'.
De economische vrijheid waarover in de verklaring van 1789 niet gesproken was, werd uitdrukkelijk bevestigd in
- Artikel 17. Geen enkele vorm van arbeid, cultuur of handel mag aan de nijverheid van burgers worden ontzegd.

- Artikel 21. Maatschappelijke bijstand is een heilige plicht. De maatschappij moet voorzien in de levensbehoeften van de behoeftige burgers, hetzij door hen werk te verschaffen, hetzij hun het nodige te verschaffen als zij niet tot werken in staat zijn.
- Artikel 22. Iedereen heeft onderwijs nodig. De samenleving moet alle middelen aanwenden om de vooruitgang van de rede in het land te bevorderen en het onderwijs binnen het bereik van alle burgers te brengen.

Ten slotte erkent de Verklaring van 1793 niet alleen het recht op verzet tegen verdrukking (artikel 33), maar bovendien het recht tot opstand:
- Artikel 35. Als de regering de rechten van het volk schendt, is opstand een heilige en absolute plicht voor het hele volk of een gedeelte ervan.
- Artikel 110. Er is geen opperbevelhebber.

Jacques Pierre Brissot steunde de oprichting van het Bataafs Legioen door Daendels, maar gaf de voorkeur aan een andere naam, vanwege deze Grondwet, waarin volkssoevereiniteit boven nationale soevereiniteit werd gesteld.
De Franse grondwet van 1795 die in augustus of op 23 september werd goedgekeurd, was een stuk conservatiever. Op 16 april 1796 werd door het Directoire de doodstraf ingesteld tegen diegenen die herstel van de monarchie wilden of invoering van de grondwet van 1793. Het betekende de doodstraf voor Gracchus Babeuf, een voorloper van het communisme.